# 布卡 (巴布亚新几内亚)
布卡（Buka）位于巴布亚新几内亚布干维尔自治区的布卡岛上，是布干维尔自治区临时首府，也是北布干维尔区首府。

## 概况
布干维尔省原省会阿拉瓦所有的公共建筑在1990年布干维尔独立引发的大规模冲突中被摧毁。
由于与布干维尔自治区的主体布干维尔岛隔水相望，所以如今的布卡城是一座熙攘而和平的城镇，许多新建筑拔地而起。布卡也是巴布亚新几内亚重要的椰干和可可出口港。